# Szabó Katalin (politikus)
Szabó Katalin (Körmend, 1960. október 22. –) magyar tanár, politikus, országgyűlési képviselő (MSZP).

## Életpályája

### Iskolái
Az általános és középiskolai tanulmányait Zalaegerszegen végezte el. 1979-ben érettségizett a Ságvári Endre Gimnáziumban. 1979–1981 között a soproni Apáczai Csere János Tanítóképző Főiskola Óvónőképző Intézetének hallgatója volt. 1983–1986 között a szombathelyi Berzsenyi Dániel Tanárképző Főiskola tanító-népművelő szakos hallgatója volt.

### Pályafutása
1981–1982 között Zalaegerszegen óvónő volt. 1982–1986 között, valamint 1989–1991 között a nagykapornaki művelődési ház vezetője volt. 1991-től a Zalai Gyermek- és Ifjúsági Alapítvány kuratóriumának tagja. 1991-től az alsónemesapáti általános iskolában tanított, 1992–1996 között igazgató-helyettese volt, 1996-tól az iskola igazgatója.1995-től a Völgy Alapítvány tagja.

### Politikai pályafutása
1986–1988 között a KISZ Zala Megyei Bizottságának munkatársa, 1988–1989 között városi titkára volt. 1989-től az MSZP tagja. 1991–1994 között az MSZP zalaegerszegi szervezetének elnökségi tagja volt. 1992–1995 között a Baloldali Ifjúsági Társulás (BIT) Zala megyei elnöke volt. 1994–1998 között országgyűlési képviselő (Zala megye) volt. 1995–1996 között az Emberi jogi, kisebbségi és vallásügyi bizottság tagja volt. 1996–1998 között az Európai integrációs ügyek bizottságának tagja volt. 1997–1998 között A kábítószer-fogyasztás visszaszorítása érdekében létrehozott eseti bizottság tagja volt. 1998-ban és 2002-ben országgyűlési képviselőjelölt volt. 2002–2006 között zalaegerszegi önkormányzati képviselő és a Zala Megyei Közgyűlés tagja volt.

## Családja
Szülei Szabó Béla (1934–?) és Kardos Margit (1934–?) voltak. Szülei 1963-ban elváltak.

## Díjai
- Kiváló Népművelő (1985)